# Eric Betzig
Eric Betzig (sinh 13 tháng 1 năm 1960) là một nhà vật lý làm việc tại Cơ sở nghiên cứu Janelia Farm tại Ashburn, Virginia.
Eric Betzig là công dân Mỹ, ông sinh năm 1960 tại Miami. Ông có bằng tiến sĩ năm 1988 tại trường đại học Cornell.
Năm 2014, ông cùng với Stefan Hell và William E. Moerner được trao giải Nobel Hóa học vì đã giúp tạo ra kính hiển vi quang học siêu phân giải.